# Edelkirchen (Adelsgeschlecht)

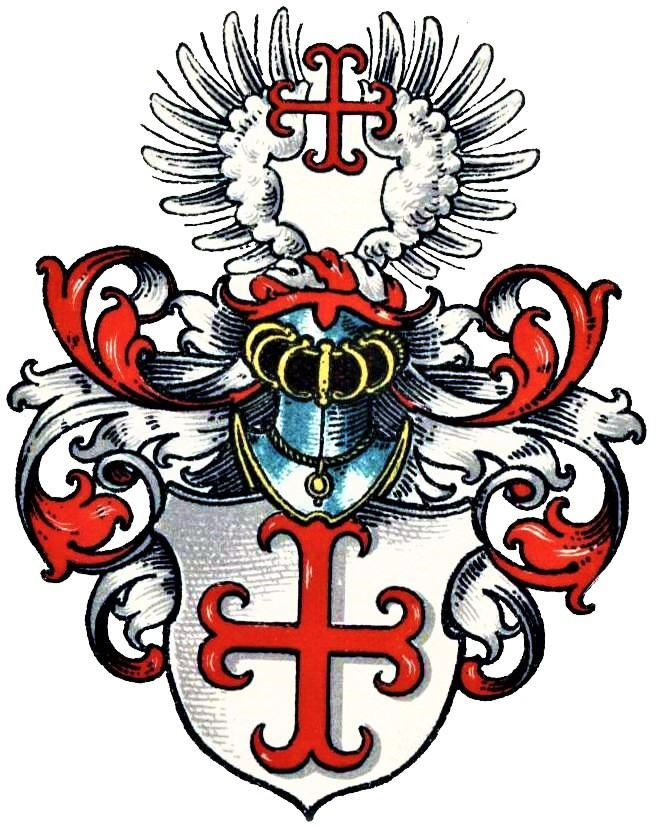
Wappen derer von Edelkirchen im Wappenbuch des Westfälischen Adels

Edelkirchen (auch: Edelkercken, Ellenkirchen sowie Hemmerde, Hemmerde genannt Edelkirchen o. ä.) ist der Name eines westfälischen Adelsgeschlechts.

## Geschichte
Der Stammsitz Edelkirchen des ursprünglich aus der Kurmark stammenden, aber schon früh nach Westfalen gekommenen Geschlechts lag im Kirchspiel Halver. Diesen besaß die Familie bereits 1338 und noch 1750. Darüber hinaus erwarb die Familie weitere Güter in Westfalen, vornehmlich in der Grafschaft Mark, z. B. Dringenberg, Kreis Warburg, (urkundlich 1653), Heesfelde (1440–1750) und Haus Heide (1465–1750), Hemmerde (1430), Moninckhof im Kirchspiel Halver (1448) sowie Vahlefeld (1591). Gegen Ende des 17. Jahrhunderts hatte die Familie auch Güter im Rheinischen, genauer im Bergischen (Krombach (Kreis Mühlheim) (1710), Schlichenbach (Kreis Uekerath) (1690–1711), Ulroddder Hof (Kreis Siegburg)), und in Hessen (Reichelsheim (1671–1701)).
Die Familie erlosch um 1800.

## Persönlichkeiten
- Bernd Bitter von Hemmerde (urkundl. 1249), Amtmann im Amt Hamm[6]
- Margaretha von Edelkirchen (urkundl. 1357), Äbtissin im Stift Herdecke
- Margarete von Edelkirchen (urkundl. 1448, 1453), Äbtissin im Stift Herdecke
- Anna von Ellenkerken (urkundl. um 1548), Äbtissin im Stift Herdecke

## Wappen
Blasonierung: In Silber ein rotes Ankerkreuz. Auf dem rot-silbern bewulsteten Helm ein offener silberner Flug, dazwischen das Ankerkreuz (teilweise in einem silbernen Ring). Die Helmdecken sind rot-silbern.